# La Bête (pel·lícula)
La Bête és una pel·lícula eròtica de terror francesa del 1975 escrita, editada i dirigida per Walerian Borowczyk. Encara que de vegades es comparen amb La Bella i la Bèstia, no hi ha paral·lelismes a la trama excepte que presenta la relació entre una bèstia (monstre) i una dona. La pel·lícula es va destacar pel seu contingut sexual explícit, inclosa la teratofília (atracció als monstres), en el seu llançament inicial. S'ha convertit en una pel·lícula de culte.
Una adaptació solta de la novel·la Lokis de Prosper Mérimée va ser concebuda originalment el 1972 com una pel·lícula per si sola. Tanmateix, Borowczyk més tard va representar Lokis com una història (La véritable histoire de la bête du Gévaudan) a Contes immoraux (1974), que es preveia que fos una pel·lícula de sis històries. Després que Contes immoraux es remasteritzés com una pel·lícula de quatre històries, el metratge es va convertir en la seqüència de somnis de La Bête.

## Argument
L'empresari Philip Broadhurst mor i deixa els seus béns a la seva filla, Lucy, amb la condició de casar-se amb Mathurin, fill del marquès Pierre de l'Esperance, en un termini de sis mesos. Ha de ser casada pel cardenal Joseph do Balo, el germà de l'oncle de Pierre, el paralític duc Rammaendelo de Balo, que comparteix la seva casa pairal en ruïnes amb la filla de Pierre Clarisse, i el seu servent Ifany.
Mathurin, que dirigeix el negoci familiar de cria de cavalls, és ximple i deforme i mai s'ha batejat. Pierre convoca el sacerdot local a la casa per al baptisme, però Pierre, en prometre al sacerdot reparacions a la seva església i una nova campana, realitza ell mateix el ritual perquè el sacerdot no esbrini la veritat sobre Mathurin.
La Lucy i la seva tia, Virginia, són conduïdes pel seu xofer cap a la casa, però un arbre caigut els barra el pas. Troben una ruta de tornada a la casa a una porta del darrere de la casa, on la Lucy pregunta a Rammaendelo sobre els rumors. Rammaendelo, que no està a favor del matrimoni perquè depèn de Mathurin per cuidar-lo, li ensenya un llibre que descriu la lluita de la bella Romilda amb una bèstia al bosc local fa 200 anys. La Lucy es troba amb diversos dibuixos que representen la bestilitat i s'excita sexualment al pensar en el seu matrimoni imminent, tot i que mai ha conegut a Mathurin.
Pierre fa xantatge a Rammaendelo perquè insisteixi en que el seu germà celebri el matrimoni dient-li que té proves que Rammaendelo va enverinar la seva dona. Rammaendelo no pot posar-se en contacte amb el cardenal per telèfon, així que Pierre envia un telegrama, assegurant-li que Mathurin ha estat batejat i instant-lo a assistir aquesta nit.
Tothom es reuneix per sopar i es fan evidents les maneres rudes de Mathurin. La Lucy i la seva tia intenten marxar, però es convencen de quedar-se. Amb tothom bevent massa vi, la majoria del grup s'adorm mentre espera el cardenal. La Lucy es retira a la seva habitació, es despulla, es posa el seu vestit de núvia prim i somia que és Romilda, tocant el clavicèmbal. Veient un xai que s'endinsa al bosc i el persegueix i descobreix que ha estat esquinçat per una bèstia peluda negra.
Pierre escolta Rammaendelo al telèfon amb el cardenal que intenta dissuadir-lo de celebrar el matrimoni. Enutjat interrompent la conversa, en Pierre talla la gola de Rammaendelo amb una navalla i treu el telèfon de la paret. En la seqüència còmica del somni següent, una bèstia amb una gran erecció visible persegueix la Lucy pel bosc. En el procés perd la major part de la seva roba i acaba penjant dels braços d'una branca, i la bèstia l'agredeix sexualment i es masturba. La Lucy es desperta suada i es pregunta si només va ser un somni. Ella va a l'habitació d'en Mathurin, però ell està adormit, completament vestit, al llit. La Lucy torna a la seva habitació, es masturba i somia que la bèstia està copulant amb ella. Es torna a despertar i està convençuda que Mathurin l'ha d'haver visitat. Ella torna a visitar la seva habitació, però ell encara dorm profundament.
La Lucy torna al seu somni. La bèstia continua masturbant-se i la Lucy es frega l'ejaculat per sobre d'ella. Finalment, la bèstia mor d'esgotament. La Lucy es desperta i entra a l'habitació d'en Mathurin per trobar-lo mort a terra. Corre nua per la casa cridant, i tots corren a ajudar-la. Virginia examina el cos de Mathurin i descobreix que un guix al seu braç amaga una urpa per a una mà. Traient-se la roba revela que està cobert de cabells negres i gruixuts i té una cua, cosa que indica que és descendent de Romilda i la bèstia. Surten corrents de casa terroritzats quan arriba el cardenal. Virginia consola la aterrada Lucy mentre s'allunyen al cotxe, i Lucy somia que torna a estar nua al bosc, aquesta vegada enterrant la bèstia.

## Repartiment
- Sirpa Lane com a Romilda de l'Esperance
- Lisbeth Hummel com a Lucy Broadhurst
- Elisabeth Kaza com Virginia Broadhurst
- Pierre Benedetti com Mathurin de l'Esperance
- Guy Trejan com a Pierre de l'Esperance
- Roland Armontel com a sacerdot
- Marcel Dalio com a Rammondelo, duc de Balo
- Robert Capia com a Roberto Capia
- Pascale Rivault com a Clarisse de l'Esperance

## Llançament
La pel·lícula fou estrenada el 6 de gener de 1975 al Festival de Cinema Fantàstic d'Avoriaz i es va estrenar als cinemes a Alemanya el 6 de febrer de 1981..

## Recepció
La pel·lícula va funcionar bé a Europa, però el recorregut a França i als Estats Units va tenir polèmica per la seva naturalesa eròtica. Molts van sentir que la pel·lícula es passava amb les seves escenes de sexe, i algunes persones van dir que la pel·lícula tenia una connexió amb la bestialitat, cosa que va provocar la seva retirada de la pel·lícula durant alguns anys. Al Regne Unit, el BBFC es va negar a classificar una versió molt retallada per a l'estrena general al cinema, i el mateix tall d'impremta va evitar per poc el processament sota la Llei de publicacions obscenes pel Director of Public Prosecutions quan va es va mostrar amb l'aprovació del Consell del Gran Londres al Prince Charles Cinema, de gestió independent, a Londres el setembre de 1978.A l'agregador de ressenyes del lloc web Rotten Tomatoes, el 68% de les 22 ressenyes crítiques són positives, amb una valoració mitjana de 5,0/10,11.
Avui en dia, es considera un clàssic de la cultura eròtica de monstres. Molts teratòfils van dir que aquesta pel·lícula es va estrenar. portes a la pornografia de monstres i pel·lícules inspirades com: Possessió (1981) i La región salvaje (2016) , ambdues pel·lícules que contenen trobades sexuals explícites amb monstres, extraterrestres i éssers mitològics.